# Podewils
Podewils är en gammal pommersk adelssläkt, i senare tid bosatt i Bayern och Württemberg.

## Kända medlemmar
- Heinrich von Podewils
- Philipp von Podewils
- Clemens von Podewils